# Peștera (Petroșani), Hunedoara
Peștera este o localitate componentă a municipiului Petroșani din județul Hunedoara, Transilvania, România.